# Блогошув
Блогошув (пол. Błogoszów) — село в Польщі, у гміні Окса Єнджейовського повіту Свентокшиського воєводства.
Населення — 395 осіб (2011).
У 1975-1998 роках село належало до Келецького воєводства.

## Демографія
Демографічна структура на день 31 березня 2011 року:
|          | Загалом | Допрацездатний вік | Працездатний вік | Постпрацездатний вік |
| -------- | ------- | ------------------ | ---------------- | -------------------- |
| Чоловіки | 197     | 40                 | 130              | 27                   |
| Жінки    | 198     | 40                 | 107              | 51                   |
| Разом    | 395     | 80                 | 237              | 78                   |